# Phrynium rubrum
Phrynium rubrum är en strimbladsväxtart som först beskrevs av Theodoric Valeton, och fick sitt nu gällande namn av Piyakaset Suksathan och Finn Borchsenius. Phrynium rubrum ingår i släktet Phrynium och familjen strimbladsväxter.
Artens utbredningsområde är Moluckerna. Inga underarter finns listade.